# Nova Diklenica
Nova Diklenica is een plaats in de gemeente Kapela in de Kroatische provincie Bjelovar-Bilogora. De plaats telt 154 inwoners (2001).